# Asianique
On appelle Asianiques les peuples anciens du Moyen-Orient dont la langue n'appartient ni au groupe sémitique, ni au groupe indo-européen. Ce terme n'a donc qu'une signification par défaut et ne représente pas nécessairement un ensemble cohérent de peuples issus d'une éventuelle souche commune.

## Langues
Les langues de plusieurs peuples du Proche-Orient ancien ont été qualifiées d'asianiques :
- Anatolie : Hattis, Hourrites, Urartéens (ou Vaniques)
- Mésopotamie : Sumériens
- Zagros : Gutis, Lullumés, Kassites
- Iran : Élamites

La plupart des langues asianiques sont dites agglutinantes, alors que les langues sémitiques et indo-européennes sont des langues dites flexionnelles.
Le rattachement linguistique d'autres peuples du Proche-Orient ancien reste discuté parmi les spécialistes.